# Heterogamia

Distintos tipos de anisogamia:
- A) asisogamia de gametos móviles.
- B) oogamia (óvulo no móvil y espermatozoide móvil).
- C) anisogamia de gametos no móviles.

La heterogamia o anisogamia es un tipo de reproducción mediante la fusión de dos gametos de distinta forma y tamaño. La oogamia se encuentra dentro de esta clasificación.
Los gametos son los óvulos producidos por las hembras y los espermatozoides producidos por los machos.
La otra clase de reproducción es la isogamia que es una forma de reproducción sexual propia de los vegetales en la cual los dos gametos que se unen para formar el cigoto son idénticos en estructura y tamaño.
Se puede presentar en el caso de vegetales como las  Chlamydomonas.
- Datos: Q770370